# Sumako Matsui
Sumako Matsui (松井 須磨子), född som Masako Kobayashi den 1 november 1886, död 5 januari 1919, var en japansk skådespelerska.
Masako Kobayashi föddes i Nagano i början av Meijiperioden, men flyttade vid 16 års ålder till Tokyo, 1902. Där intresserade hon sig för teater, vilket hon uppmuntrades till av sin man. 1909 gick hon med i en teaterskola kopplad till litteratursällskapet Bungei Kyokai. Denna leddes av bland andra pjäsförfattarna Shoyo Tsuboshi och Hogetsu Shimamura. På teaterskolan övade hon i två år med engelska och översatta manus som läroböcker. Vid teaterskolans första uppspelning 1911 i den nya Riksteatern spelade hon Ofelia i Hamlet. Hennes roll fick mycket beröm och ledde till att kvinnliga skådespelare ersatte onnagata i modernistisk japansk teater. Det var under denna tid hon började använde namnet Sumako Matsui. Senare samma år spelade hon Nora i Ett dockhem, även det en stor succé. År 1913 blev hon dock utesluten ur Bungei Kyokai på grund av att hon och Hogetsu Shimamura inlett ett förhållande. Shimamura avgick som litteratursällskapets sekreterare, och tillsammans grundade de istället teatern Geijutsu-za. På den nya teatern spelade de upp Det levande liket och Salome. Från Tolstojs Det levande liket kom "Katiusjas sång" som blev populär över hela Japan i samband med pjäsen. Efter Hogetsu Shimamuras plötsliga död november 1918 begick Matsui självmord.